# 여권 (노래)
《2017 월간 윤종신 5월호》는 대한민국의 가수 윤종신, 박재정의 디지털 싱글이다. 2017년 5월 19일에 발매되었다. 타이틀곡은 <여권>이다.

## 트랙리스트
| #  | 제목     | 작사   | 작곡           | 편곡   | 재생 시간 |
| -- | -------- | ------ | -------------- | ------ | --------- |
| 1. | 〈여권〉 | 윤종신 | 윤종신, 이근호 | 강화성 | 4:24      |